# William Cornwallis Symonds
William Cornwallis Symonds est né 1er août 1810 à Lymington et mort le 23 novembre 1841 à Auckland, est un officier de l’armée britannique dont l’action contribua de manière significative aux premiers établissements coloniaux en Nouvelle-Zélande.

## Biographie
William Cornwallis Symonds naquit en 1810 à Lymington, dans le Hampshire. Il était le fils aîné de William Symonds, arpenteur naval et membre éminent de la Compagnie de Nouvelle-Zélande. Engagé dans le 38ᵉ régiment d’infanterie, il obtint le grade de lieutenant en 1832. Transféré au 74ᵉ régiment d’infanterie en 1835, il fut élevé au rang de capitaine trois ans plus tard. 
Il débarqua en Nouvelle-Zélande au commencement des années 1830, agissant en qualité d’agent de la Waitemata and Manukau Land Company. Il contribua de manière substantielle à la fondation d’Auckland ainsi qu’à la négociation du traité de Waitangi. Comptant parmi les collaborateurs les plus assidus du gouverneur William Hobson, il fut nommé l’un des six premiers magistrats de police du territoire néo-zélandais. Son influence fut déterminante dans le choix d’Auckland comme capitale de la Nouvelle-Zélande en 1840. Par la suite, il occupa les fonctions de magistrat en chef de la ville avant d’être désigné, en 1841, arpenteur général adjoint du pays. Sous l’égide de Felton Mathew, il participa activement à l’établissement des plans de la cité.
À la fin des années 1830, William Cornwallis Symonds, accompagné de Theophilus Heale et de Dudley Sinclair (progéniture de l’aristocrate écossais George Sinclair), entreprit de mettre en valeur une portion du littoral des Waitākere afin d’y établir un comptoir commercial et une scierie. Symonds dénomma ce site Cornwallis, en hommage à son oncle défunt, Charles Cornwallis. Bien qu’un plan d’urbanisme eût été dressé, le projet ne fut jamais concrétisé. Après la ratification du traité de Waitangi en 1840, Symonds fut sommé de comparaître devant la Commission des terres de la Couronne afin d’éclaircir les conditions de l’accord foncier privé ayant présidé à la fondation de Cornwallis. Le tribunal, mécontent du défaut de précision concernant les compensations commerciales octroyées à Ngāti Whātua, suspendit toute activité d’exploitation forestière dans la localité pour une durée de deux ans, le temps que les termes du contrat fussent définitivement arrêtés. Lorsque des colons écossais débarquèrent dans cette colonie encore inculte en 1840, Symonds leur procura vivres et assistance. Le 20 mars 1840, en collaboration avec James Hamlin, il supervisa la signature du traité de Waitangi sur la péninsule d’Awhitu. Si Apihai Te Kawau, représentant de Ngāti Whātua, y apposa sa marque, plusieurs chefs de Waikato Tainui s’y refusèrent. 

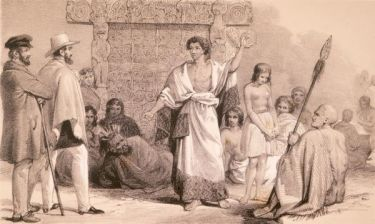
Le groupe d'Ernst Dieffenbach et Te Waro, avril 1841. Artiste : Joseph Jenner Merrett

En 1841, John Jermyn Symonds accompagna le naturaliste Ernst Dieffenbach dans son exploration scientifique de l’île du Nord (Nouvelle-Zélande). Le 3 mai 1841, il fut désigné pour siéger au Conseil législatif originel, instance nouvellement établie sous l’administration du gouverneur William Hobson. Sa carrière publique fut tragiquement interrompue le 23 novembre 1841, lors d’un naufrage dans le port de Manukau. Symonds périt alors qu’il se rendait sur la péninsule d’Āwhitu pour porter des vivres à l’épouse souffrante du missionnaire James Hamlin,. Son décès fut unanimement déploré par les autorités coloniales, notamment par Hobson, qui perdait en lui un collaborateur de valeur.
La rue Symonds et le cimetière éponyme à Auckland tirent leur dénomination d’un personnage historique lié à cette contrée. Par ailleurs, une autre artère homonyme, située dans le faubourg d’Onehunga, à Auckland, perpétue quant à elle la mémoire de Jermyn Symonds, son frère.